# Komatsuna
Komatsuna (コマツナ / 小松菜), danh pháp khoa học:  brassica rapa var. perviridis, là một giống rau ăn lá thuộc chi Brassica, họ cải Brassica. Rau này còn được gọi là Fuyuna (冬菜 / フユナ）và Uguisuna (鶯菜 / ウグイスナ). Đây là một giống rau xanh giàu vitamin, sắt và calci, thường có trong mùa đông và được sản xuất với số lượng lớn ở vùng Kanto và Tokyo. Có nguồn gốc từ khu vực Komatsugawa của Tokyo, giống rau tsukena này được trồng từ thời Edo.

## Tên gọi và xuất xứ

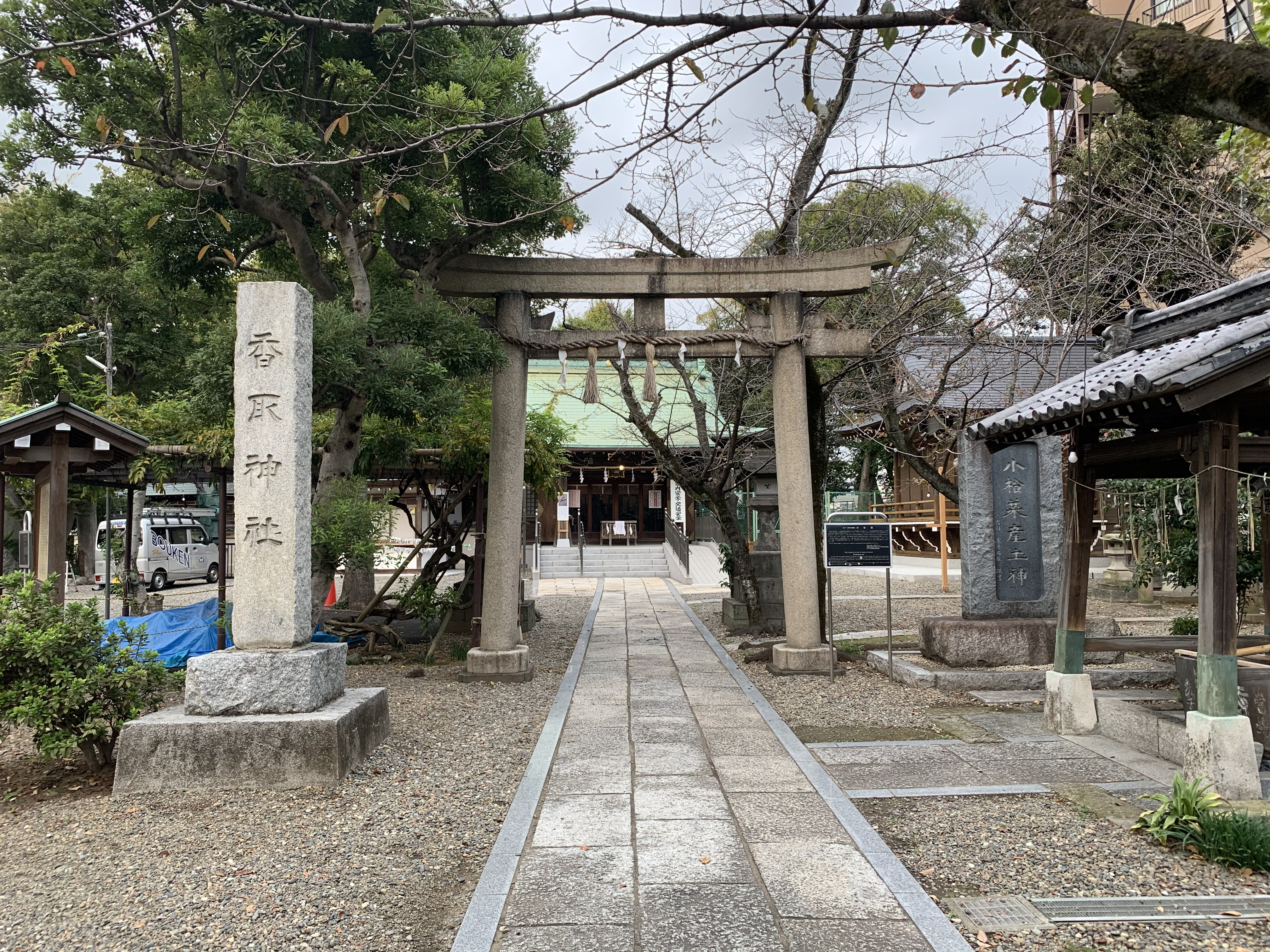
Đền Katori (Trung tâm Edogawa-ku, Tokyo) được cho là nơi sản sinh ra giống rau này. Có tượng đài "thần trồng trọt Komatsuna".

Komatsuna là một giống rau tsukena (ツケナ), tên gọi chung của các giống rau ăn lá thuộc họ cải, ví dụ: nozawana (野沢菜) và chingensai (チンゲンサイ). Được trồng vào đầu thời Edo, tại Edogawa, Tokyo, gần Komatsugawa ngày nay. Người ta cho rằng rau được trồng bằng cách nhân giống củ cải turnip (kukutachina /ククタチナ, kukidachi/茎立ち).
Nguồn gốc của komatsuna được lưu truyền tại đền Katori ở quận Komatsugawa. Năm 1719 (Kyoho 4), Tướng quân thứ 8 của Mạc phủ Edo, Tokugawa Yoshimune, đã đến thăm Nishi-Komatsugawa để săn chim ưng. Ông đã dừng chân tại đền Katori để dùng bữa. Tại đây, ông được Naganori Kamei Izuminokami, tu sĩ đương thời, tiếp đãi món súp với bánh gạo dùng kèm rau xanh trồng tại địa phương. Yoshimune thích giống rau xanh này và đặt tên nó là komatsuna (小松菜) theo tên địa danh mà ngôi đền tọa lạc. Cũng có giả thuyết cho rằng rau được tướng quân thứ 5, Tokugawa Tsunayoshi, đặt tên.
Komatsuna được gọi là 'kasai' (葛西菜) cho đến giữa thời kỳ Edo. Trong cuốn "Thảo dược Yamato" (大和本草) có viết rằng: kasai dài và giống củ cải. Trong cuốn "Nối tiếp Edo Sunako" (続江戸砂子), một người yêu rau đã đặt mua rau từ khắp nơi trên đất nước, nhưng ông đã hết lời khen ngợi và nói rằng: "rau kasai sẽ không làm bạn thất vọng". Rau kasai xanh trở thành komatsuna thông qua lai tạo chọn lọc, nhưng kasai được mô tả trong cuốn "Nguyên liệu thảo dược" (Honzo zufu/本草図譜) khác với komatsuna lá tròn ngày nay. Theo trường trung học Aoba, tại Komatsugawa, Waniya Kyubei (椀屋久兵衛; 1651 - 1676) được cho đã cải tiến rau kasai xanh thành komatsuna. Nhưng theo "Lịch sử khu vực Edogawa", Waniya Kyubei đã gặp khó khăn khi đặt mua rau kasai xanh rất nổi tiếng từ Edo đến Kamigata và tiếp đãi mọi người. Waniya Kyubei là một thương gia giàu có đến từ Kamigata, ông bị sa sút nhiều chuyến đi tốn kém và xuất hiện trong tác phẩm "Wankyu Issei no Monogatari" thuộc thể văn Ukiyo Zoshi.
Một trong những lý do khiến kasai-na được đổi tên thành komatsuna là do phân compost từ thành phố Edo được mang về và sử dụng làm phân bón. Một số người chỉ ra sự tồn tại của kasai-bune chuyên vận chuyển rau củ đến Edo. Người ta gọi đơn giản là kasai như một tên gọi khác của tàu Kasai. Người ta cho rằng ông không thích từ kasai, từ ngữ có liên quan đến mùi phân vào thời điểm đó, và chọn cái tên komatsuna, lấy cảm hứng từ Tokiwa.

## Mô tả
Komatsuna là một giống rau tsukena đặc trưng của Kanto và Tokyo, xanh quanh năm. Vào mùa đông, khi thời tiết lạnh dần, màu lá xanh trở nên đậm hơn và hương vị trở nên ngon hơn. Lá hình tròn, xanh đậm ở mặt trên và xanh nhạt hơn ở mặt dưới. Komatsuna chịu lạnh tốt, không bị héo rũ ngay cả dưới tuyết dày; khi tiếp xúc sương giá, lá càng xanh đậm hơn và dày mịn hơn, vị đắng biến mất và cũng trở nên ngọt hơn. Có giống chín sớm hoặc chín muộn, gieo trồng quanh năm.  Nhiều giống có họ hàng gần, bao gồm các giống địa phương như Meikena từ tỉnh Niigata và Nobuona từ tỉnh Fukushima. Cây là thành viên của nhóm hoa cải dầu, trổ hoa hình chữ thập màu vàng khi lớn lên.
- Shrinkage komatsuna - Một giống cải tiến với các nếp nhăn giống như crepe trên lá. Rau có kết cấu tốt và vị ngọt, thích hợp để nhúng và xào.[3]
- Jumbo komatsuna - Lớn hơn komatsuna tiêu chuẩn, dài đến 40–50cm. Kết cấu ít chất cỏ và giòn hơn.[3]
- Goseki Late Komatsuna - Một giống cố định có lịch sử nhân giống bắt đầu vào năm 1950 (năm Chiêu Hòa 25) và được ra mắt vào năm 1963 (năm Chiêu Hòa 38). Được JA Tokyo Chuokai chứng nhận là một giống rau của Edo-Tokyo.[4]
- Jonan Komatsuna - Một giống cố định đã được trồng từ giữa thời Minh Trị. Thích hợp cho các khu vực ấm áp như Setagaya, Meguro và Ota. Được JA Tokyo Chuokai chứng nhận là một giống rau của Edo-Tokyo.[10]
- Uguisu-na: Komatsuna (cải bó xôi Nhật Bản) và củ cải được hái sớm. Đặt tên này vì được thu hoạch vào mùa xuân khi đàn chim chích bụi hót. Rau dùng cho các món kaiseki như súp và hầm.[8]
- Senposai là rau ăn lá được tạo ra bằng cách lai komatsuna và bắp cải bằng công nghệ sinh học. Lá có màu xanh đậm và dày, có thể ăn được theo nhiều cách khác nhau bất kể ẩm thực Nhật Bản, phương Tây hay Trung Quốc [8] .

## Vùng sản xuất
Komatsuna là một giống rau từ lâu đã phổ biến ở vùng Kanto và Tokyo, một phần vì rau được trồng lần đầu tiên ở Edo vào thời kỳ Edo. Ở Tokyo, ngoài khu Edogawa, nơi bắt đầu trồng komatsuna, còn có các vùng sản xuất nổi bật như Katsushika, Adachi, Hachioji, Musashimurayama, Machida, Fuchu và Tachikawa. Tuy nhiên, bên ngoài Tokyo, các vùng ngoại ô Tokyo (khu vực đô thị) như các tỉnh Saitama, Kanagawa và Chiba rất bắt gặp. Tuy nhiên, về sau, rau này cũng được trồng đại trà ở ngoại ô các thành phố lớn tại Nhật Bản, chẳng hạn như Osaka, Hyogo, Aichi và Fukuoka.
Ở Kameoka, trồng cải chân vịt bắt đầu vào khoảng năm 1946 và lan rộng khắp thành phố vào khoảng năm 1950, nhưng trồng trọt bắt đầu giảm vào khoảng năm 1958 do các vấn đề như mất mùa liên tục. Komatsuna đã thu hút sự chú ý như một giống rau thay thế cho cải chân vịt. Khoảng năm 1960 khi hội nhóm trồng trọt được thành lập, lượng người trồng đã tăng lên và đảm bảo vị thế riêng cho thương hiệu rau "Kameoka komatsuna'' trên thị trường Keihanshin. Từ năm 2004 đến nay, có 102 hộ sản xuất, diện tích canh tác là 28 ha.
Theo thống kê sản xuất năm 2019, sản lượng hàng năm ở Nhật Bản là 114.900 tấn và diện tích trồng là 7.300 ha. Khối lượng sản xuất hàng đầu theo tỉnh là Ibaraki (20.400 tấn), thứ 2 là Saitama (14.300 tấn), thứ 3 là Fukuoka (12.000 tấn), thứ 4 là Tokyo (8.270 tấn) và thứ 5 là Gunma (6.920 tấn), trồng nhiều chủ yếu ở vùng Kanto và Tokyo. Mùa hái phổ biến nhất là tháng 1 - 2 vào mùa đông, tháng 10 cũng phổ biến vào mùa thu.

## Canh tác
Komatsuna có khả năng chống lạnh mạnh và hiếm khi bị khô héo ngay cả khi gặp sương giá vào mùa đông hoặc lá bị đóng băng do thời tiết quá lạnh. Vì điều này, komatsuna đã trở nên phổ biến như một trong những giống rau mùa đông và mùa thu hái cũng vào mùa đông. Tuy nhiên, ở những nơi như Honshu, có thể canh tác quanh năm miễn là không có tuyết rơi, vì vậy dần dần rau này được trồng quanh năm. Trong khi phải mất 80 đến 90 ngày để thu hoạch vào mùa thu và đông, thì chỉ mất khoảng 20 ngày vào mùa hè.
Trồng trọt trong nhà kính không sử dụng hệ thống sưởi đang được thử nghiệm, chủ yếu vào mùa hè và đông, để kiểm soát dịch hại và sản xuất ổn định mà không phun thuốc trừ sâu. Ngoài việc được vận chuyển đến nhiều thị trường, rau còn được bán tại các chợ nông sản.

### Phương pháp canh tác
Komatsuna chịu nóng và lạnh, phát triển tốt dưới bóng râm và có thể dễ dàng trồng trong chậu trồng cây. Nhiệt độ tối ưu để việc canh tác là 15 - 25℃, không thể thu hoạch liên tục và nên giữ lại đồng ruộng trong 3 - 4 năm.  Dễ trồng, tương đối ít bệnh tật và ít bị mất mùa liên tục nên dễ trồng trong vườn nhà nhưng dễ bị sâu bệnh ăn . Nói chung, có hai cách trồng cây: gieo vào mùa xuân và mùa thu; gieo vào mùa thu dễ sinh trưởng, gieo vào mùa xuân sẽ chọn những giống ít nảy mầm. Ruộng phải ráo nắng và thoát nước tốt, vào 3 tuần trước khi gieo hạt, thêm phân compost giúp đất màu mỡ, giàu chất hữu cơ. Bón phân bổ sung, vừa trồng vừa tỉa thưa và thu hoạch từng chút theo quá trình sinh trưởng.
Có thể gieo hạt rải rác trên diện tích nhỏ hoặc rải thành hàng rộng khoảng 70 cm trên diện tích rộng, thành hai hàng hoặc đặt giữa các cây khoảng 15 cm và rắc 5-6 hạt vào một chỗ. Sau khi gieo hạt, phủ lớp đất mỏng lên trên để vùi lấp hạt.
Tỉa mỏng cho đến khi các lá không chạm vào nhau. Tỉa lần 1 khi có 2 lá mầm, lần 2 khi có 4 lá mầm và lần 3 khi có 5-6 lá mầm. Thời gian quan trọng, nếu tỉa mỏng chậm sẽ khiến cây cao và yếu. Sau khi tỉa thưa, phủ đất và pha loãng phân lỏng rồi bón phân bổ sung hai tuần một lần  . Từ 30 ngày sau khi gieo, nên bón thúc bằng loại phân nhiều calci vì cây hấp thụ nhiều phân đột ngột  . Khi cây phát triển đến một kích thước nhất định (cao khoảng 20 cm) thì tỉa thưa và thu hoạch khi cần thiết.  . Lá non mỏng xuất hiện ở giữa cũng có thể dùng làm thực phẩm. Sau khi thu hoạch, nên rải một nắm phân gà hoặc phân hữu cơ quanh gốc cây sẽ tốt hơn che phủ hoặc thêm đất.
Ngoài ra, canh tác thủy canh sử dụng phân bón lỏng có thể áp dụng để cách ly cây trồng khỏi đất và giữ cây sạch sẽ. Ngay cả những hộ gia đình bình thường, cũng có thể trồng rau này bằng cách tạo luống ươm với giá thể hoặc chậu có độ sâu từ 20 cm trở lên.  Khá dễ để sử dụng đất trồng rau có chứa phân bón cơ bản. Để cải tạo đất, thêm ít nhất 5 kg phân ủ hoại trên một mét vuông  .
Sâu bướm, bọ cánh cứng, rệp vừng dễ trở thành gây hại cho giống rau này, đặc biệt khi trồng mùa hè. Đất được xử lý bằng nhiệt mặt trời và các luống rau được phủ bằng vải không dệt để ngăn sâu bệnh xâm nhập. Komatsuna cũng nhiễm nấm Colletotrichum destructivum và thường dùng biện pháp xử lý nhiệt ở 50 °C trong 20 s để kích thích tính kháng của cây trước nấm bệnh. Tuy nhiên, tính kháng này không bền vững, mất đi sau hơn 1 ngày xử lý nhiệt.

### Thời gian canh tác
Nhiệt độ tối ưu để komatsuna phát triển là từ 10°C đến 25°C. Vào mùa sương giá, thịt lá dày lên, mềm và ngọt hơn nên thời vụ tốt nhất là mùa đông. Tuy nhiên, ngay cả vào mùa đông ở Honshu, có thể cần phải che phủ các rãnh luống và tạo các rãnh thông khí bằng vải thưa để chống chọi sương giá đơn giản. Thậm chí, đôi khi có thể cần bảo vệ chống lạnh để giúp rau nảy mầm và tăng trưởng.
Komatsuna cũng có thể trồng được quanh năm. Thời gian từ khi gieo hạt đến khi thu hoạch là 25 ngày đến 3 tháng rưỡi, mỗi năm thu hoạch từ 5 đến 6 lần. Thời điểm thu hoạch có thể thay đổi tùy theo mùa gieo hạt:
- Nếu gieo vào mùa xuân thì có thể thu hoạch sau khoảng 90 ngày khi gieo hạt.
- Nếu gieo vào mùa hè thì có thể thu hoạch sau khoảng 30 ngày khi gieo hạt.
- Nếu gieo vào mùa thu thì có thể thu hoạch sau khoảng 90 ngày khi gieo hạt.
- Nếu gieo vào mùa đông thì có thể thu hoạch sau khoảng 110 ngày khi gieo hạt.

## Sử dụng
Komatsuna được ăn quanh năm, nhưng ban đầu người ta dùng làm nguyên liệu thực phẩm thường mùa đông (tháng 12 đến tháng 3). Tại vùng Kanto và Tokyo, rau này được xem là giống rau mùa đông điển hình cùng với cải thảo. Lá dày, xanh đậm, tươi, không lẫn đốm vàng, thân cây mọc khỏe, không thô cứng, kèm bộ rễ khỏe được xem là sản phẩm tốt, có giá trị thị trường cao. .
Đây là một trong những loại rau cần thiết cho món zōni kiểu Kanto. Mặc dù chúng thường được dùng tương tự như rau chân vịt (Chippoaceae), nhưng có độ thông dụng rộng rãi hơn do hương vị nhẹ và dễ ăn. Có thể làm nguyên liệu cho nhiều món khác nhau và được xem là giống rau dễ chế biến, dễ ăn theo nhiều cách chế biến.
Rau này chủ yếu xuất hiện rộng rãi trong ẩm thực Nhật Bản. Thường dùng làm nguyên liệu trong súp miso và nhúng lẩu nabemono, cũng như trong các món luộc, aemono, xào và dưa chua. Komatsuna đã được công nhận là "rau mùa đông" trồng ở Kanto và Tokyo từ thời Edo. Do đó, chúng cũng được dùng trong món zoni năm mới ở vùng Kanto và Tokyo. Rau này không chỉ hợp với miso và nước tương, mà còn với bơ và kem, và có thể nấu theo phong cách phương Tây.
Khi nấu, người nấu thường cắt bỏ phần gốc, cắt rời lá và thân rồi thái nhỏ. Khi đun, tốt hơn khi bắt đầu nấu từ phần thân vốn khó nấu. Người nấu cho rằng tốt hơn là nên ăn hoa cải (nabana) của komatsuna khi hoa vẫn còn trong nụ, bởi vì khi hoa nở sẽ có vị chát.
Tại Nhật Bản, hạt komatsuna luôn sẵn có, dễ trồng, sinh trưởng nhanh nên được sử dụng phổ biến trong các thí nghiệm sinh trưởng (đánh giá tác dụng của phân bón) và thí nghiệm nảy mầm (đánh giá độ đạt chuẩn của phân hữu cơ).

### Dinh dưỡng
Giá trị năng lượng trên 100 gram (g) phần lá tươi ăn được là 14 kilocalo (kcal), hàm lượng nước khoảng 94% và bao gồm hàm lượng carbohydrat 2,4%. g, chất đạm 1,5 g, chất khoáng 1,3 g, chất béo 0,2 g. Komatsuna là giống rau xanh vàng giàu β-caroten, vitamin C, calci, sắt, kali và chất xơ, đồng thời nổi tiếng với giá trị dinh dưỡng cao.  Komatsuna trồng vào mùa lạnh có lá dày hơn, hàm lượng đường và vitamin C cao hơn, hương vị đậm đà hơn. Hàm lượng carotene và vitamin C tương đương với rau chân vịt, nhưng hàm lượng calci chỉ đứng sau cải xoăn và gấp khoảng bốn lần lượng rau chân vịt. Cùng với mizuna và cải thìa, rau này thường được xem là ví dụ điển hình về các giống rau có hiệu quả để hấp thụ calci.
Carotene và vitamin C, chứa nhiều trong komatsuna, tác dụng chống oxy hóa mạnh, ức chế xơ cứng động mạch và ngăn ngừa ung thư. calci đóng vai trò giúp răng và xương chắc khỏe, cơ tim hoạt động bình thường. Ngoài ra, kali được cho có tác dụng ức chế huyết áp cao bằng cách bài tiết lượng muối dư thừa và sắt được cho có tác dụng ngăn ngừa thiếu máu. Ngoài ra, rau này còn chứa nhiều vitamin K1, giúp thúc đẩy quá trình hình thành xương và axit folic, được cho là vitamin tạo máu. Uống hỗn hợp nước ép trái cây tươi và komatsuna có hiệu quả cao trong việc giảm cholesterol huyết thanh.

### Bảo quản
- Trữ lạnh: 2 đến 3 ngày
- Trữ đông: khoảng 1 tháng

Komatsuna là một giống rau rất nhanh hỏng, khi bị úng, lá chuyển sang vàng và kết dính. Do đó, nên dùng rau trong vòng 2 đến 3 ngày sau khi thu hoạch hoặc mua. Nếu chưa dùng ngay hoặc dùng không hết, cần dùng giấy báo ướt bọc rễ để giữ ẩm, cho vào túi ni lông và cho vào tủ lạnh.  Để bảo quản lâu dài, hãy luộc chín, cắt thành đoạn dài dễ sử dụng, để ráo nước, loại bỏ nhiệt thô, bọc kín bằng hộp tupperware hoặc màng bọc thực phẩm và bảo quản trong ngăn đá.